# Анніка Серенстам
Анніка Серенстам (швед. Annika Sörenstam, слухатиⓘ, 9 жовтня 1970) — шведська гольфістка, одна з найвизначніших в історії. До завершення кар'єри в кінці сезону 2008 року вона виграла 90 міжнародних професіональних турнірів, найбільше серед усіх жінок. Анніка виграла 70 офіційних турнірів Жіночої професійної асоціації гольфу (LPGA), серед яких 10 мейджорів, отримала понад 22 млн доларів США призових грошей, більше ніж яка-небудь інша гольфістка на 8 млн. З 2006 Серенстам має подвійне шведське й американське громадянство.
8 разів вона визнававалася найкращим гравцем LPGA і шість разів отримувала нагороду за найменше середнє число ударів. Вона єдина жінка, якій вдавалося вибити 59 у змаганнях. Соренстам володіє також іншими світовими рекордами, зокрема найменшим середнім за сезон 68,6969, чого їй вдалося досягти в сезоні 2004 року. Анніка 8 разів представляла Європу в кубку Солгейма і очолювала список гравців, які принесли збірній найбільше очок до 2011 року.
Соренстам увійшла в історію гольфу тим, що була першою жінкою, яка взяла участь у чоловічому турнірі PGA туру. Це сталося 2003 року на турнірі Bank of America Colonial.
Після завершення кар'єри Серенстам очолює академію гольфу ANNIKA, займається проектуванням трас, володіє брендом ANNIKA, бере участь в доброчинності.

## Виноски
1. ↑  Official Career Wins (PDF). LPGA (Ladies Professional Golf Association). Архів (PDF) оригіналу за 25 січня 2007. Процитовано 7 березня 2007. [Архівовано 2007-01-25 у Wayback Machine.]
2. ↑  U.S. Women's Open Championship Post-Championship Interview 2006. ASAP Sports. 3 липня 2006. Архів оригіналу за 12 грудня 2008. Процитовано 15 грудня 2008.

## Зовнішні посилання
- Досьє на сайті LPGA [Архівовано 24 січня 2013 у Wayback Machine.]